# 菲利普·布里德洛夫
菲利普·马克·布里德洛夫（英語：Philip M. Breedlove，1955年9月21日—），退役空军上将，曾任美国欧洲司令部司令，兼任欧洲盟军最高统帅部司令。之前担任美国驻欧空军司令，他同时担任美国驻非空军司令、拉姆施泰因航空部隊司令部司令、联合空中力量能力中心司令，2011年1月14号到2012年7月27日，担任美国空军参谋部第36任副参谋长。 2013年5月，接替退役的詹姆斯·斯塔夫里迪斯海军上将担任现职。

## 简历

### 早年生活
布里德洛夫出生于佐治亚州的福里斯帕克区，1977年毕业于佐治亚理工学院，被任命为军官。他是派卡帕阿尔法联谊会成员。
1978年3月，布里德洛夫前往亚利桑那州威廉斯空军基地，参加为期一年的本科飞行员培训，第二年3月到8月，他又前往在德克萨斯州伦道夫空军基地，参加飞行教官培训。完成培训后，布里德洛夫回到威廉斯空军基地，1979年8月至1983年1月，他成为一名T-37教练机飞行教官，之后分别担任飞行评估考官和跑道监理组控制员。之后，布里德洛夫前往佛罗里达州麦克迪尔空军基地，学习F-16战斗机飞行。1983年9月完成学习后，他远赴西班牙托雷洪空军基地，直到1985年1月，在614战术战斗机中队担任F-16战斗机机长和飞行教官。
1985年1月至1987年3月，布里德洛夫在西德基青根空军基地，602空中支援作战大队，担任空军联络官。后来，1987年3月他调到西德拉姆施泰因空军基地，在该基地多支部队工作约3年半，首先是526战术战斗机中队，1988年1月，在316航空师担任飞行安全主管，1988年8月，担任第一个F-16小队长，之后担任512战术战斗机中队助理作战官。1990年8月，布里德洛夫回国，在位于阿拉巴马州麦克斯韦空军基地的空军指挥参谋学院学习，同一年，他亚利桑那州立大学获得了航空技术理学学士学位。1991年7月完成学业后，布里德洛夫远赴他乡，前往韩国服役，在联合国军司令部和韓美聯合軍司令部担任空中作战主管，直到1993年5月。

### 后期生涯
1993年5月，担任驻防于韩国群山空军基地的80战斗机中队中队长，1994年7月，他回到国家战争学院深造。1995年6月，布里德洛夫在五角大楼工作，在联合参谋部美国太平洋司令部分部工作，担任作战官。两年任期结束后，他前往新墨西哥州坎农空军基地，在27战斗机联队担任作战大队大队长。在1999年6月，他前往弗吉尼亚州兰利空军基地，在空军战斗司令部，担任司令的的执行官，任职约1年。之后，他再次前往韩国，在群山空军基地统帅8战斗机联队，1年后，回到空军总部，担任空军部长的高级军事助理。
2002年6月，布里德洛夫再次成为联队长，这次他的部队是位于亚利桑那州路克空军基地的56战斗机联队，两年后，他第3次担任联队长，这次是位于意大利阿维亚诺空军基地的31战斗机联队，1年后，他回到德国拉姆施泰因空军基地，担任第十六航空队副司令。他的下一个职位再次回到联合参谋部，担任J5战略计划政策副总监。2008年7月，他再次回到德国拉姆施泰因空军基地，担任了1年第三航空队司令。2009年8月，他开始担任空军A3/5作战计划需求副参谋长，2011年1月14日，布里德洛夫晋升上将，担任空军副参谋长。
2012年7月，布里德洛夫离任副参谋长，回到任职多年的欧洲，担任美国驻欧空军司令。2013年，海军陆战队上将约翰·艾伦提名美国欧洲司令部司令受阻，总统奥巴马改提名布里德洛夫接替海军上将詹姆斯·斯塔夫里迪斯担任欧洲司令部司令，布里德洛夫于2013年5月13日上任。

## 教育经历[2]
- 1977年，佐治亚理工学院，获土木工程学士学位
- 1982年，阿拉巴马州，麦克斯韦空军基地，中队指挥官学院，优秀毕业生
- 1991年，阿拉巴马州，麦克斯韦空军基地，空军指挥与参谋学院，优秀毕业生
- 1991年，亚利桑那州立大学，航空技术理学硕士学位
- 1995年，华盛顿特区，国家战争学院，获国家安全研究硕士学位
- 2002年，华盛顿特区，麻省理工学院，第21期高级班，研究员

## 履历表
1. 1978年3月—1979年3月，美国亚利桑那州，威廉斯空军基地，本科飞行员培训学员
2. 1979年3月—1979年8月，美国德克萨斯州，伦道夫空军基地，飞行教官培训学员
3. 1979年8月—1983年1月，美国亚利桑那州，威廉斯空军基地，T-37飞行教官、评估飞行考官、跑道监理组控制员
4. 1983年1月—1983年9月，美国佛罗里达州，麦克迪尔空军基地，F-16飞行学员
5. 1983年9月—1985年1月，西班牙，托雷洪空军基地，第614战术战斗机中队，F-16机长、飞行教官
6. 1985年1月—1987年3月，西德，基青根空军基地，第602空中支援作战大队，空中联络官
7. 1987年3月—1988年1月，西德，拉姆施泰因空军基地，第526战术战斗机中队，F-16飞行员
8. 1988年1月—8月1988年，西德，拉姆施泰因空军基地，第316航空师，飞行安全主管
9. 1988年8月—1990年8月，西德，拉姆施泰因空军基地，第512战术战斗机中队，F-16小队长，之後任助理作战指挥官
10. 1990年8月—1991年7月，美国阿拉巴马州，麦克斯韦空军基地，空军指挥与参谋学院學員
11. 1991年7月—1993年5月，韩国，龙山基地，联合国军司令部，韩美联合司令部，空中作战主任
12. 1993年5月—1994年7月，韩国，群山空军基地，第80战斗机中队，中队长
13. 1994年7月—1995年6月，美国华盛顿特区，莱斯利·J·麦克奈尔堡，国家战争学院學員
14. 1995年6月—1997年7月，美国华盛顿特区，联合参谋部，美国太平洋司令部分部，作战官
15. 1997年7月—1999年6月，美国新墨西哥州，坎农空军基地，第27战斗机联队，作战大队长
16. 1999年6月—2000年5月，美国弗吉尼亚州，兰利空军基地，空军战斗司令部，执行官
17. 2000年5月—2001年5月，韩国，群山空军基地，第8战斗机联队，联队长
18. 2001年6月—2002年6月，美国华盛顿特区，美国空军总部，空军部长高级军事助理
19. 2002年6月—2004年6月，美国亚利桑那州，路克空军基地，第56战斗机联队，联队长
20. 2004年6月—2005年6月，意大利，阿维亚诺空军基地，第31战斗机联队，联队长
21. 2005年6月—2006年10月，德国，拉姆施泰因空军基地，第十六航空队，副司令
22. 2006年10月—2008年7月，美国华盛顿特区，联合参谋部，J5（战略计划和政策處），副总监
23. 2008年7月—2009年8月，德国，拉姆施泰因空军基地，第三航空队，司令
24. 2009年8月—2011年1月，美国华盛顿特区，空军参谋部，A3、A5作战计划需求副参谋长
25. 2011年1月—2012年7月，美国华盛顿特区，空军第一副参谋长
26. 2012年7月—2013年5月，美国驻欧空军，司令；美国驻非空军，司令；盟軍拉姆施泰因司令部，空军机能司令；联合空中力量能力中心，主任
27. 2013年5月至今，美国欧洲司令部司令，盟军最高司令部司令

## 联合职位
1. 1991年7月—1993年5月，韩国，龙山基地，联合国军司令部，韓美联合司令部，空中作战主任
2. 1995年6月—1997年7月，美国华盛顿特区，联合参谋部，美国太平洋司令部分部，作战官
3. 2006年10月—2008年7月，美国华盛顿特区，联合参谋部，J5战略计划和政策，副总监

## 飞行信息
等级:特级飞行员

飞行小时: 超过3,500

飞行机型: F-16 T-37  C-21

## 功奖[2]
|  | 空军特级飞行员徽章 |
|  | 参谋长联席会议徽章 |
|  | 空军总部徽章       |

| | 空军杰出服役勋章         |
| | 国防部优异服役勋章       |
| Bronze oak leaf cluster · Bronze oak leaf cluster · Bronze oak leaf cluster · Width-44 crimson ribbon with a pair of width-2 white stripes on the edges            | 功绩勋章 4次             |
| Bronze oak leaf cluster · Bronze oak leaf cluster | 国防部军功奖章 3次       |
| Bronze oak leaf cluster · Bronze oak leaf cluster · Bronze oak leaf cluster · Width-44 crimson ribbon with two width-8 white stripes at distance 4 from the edges. | 军功奖章 4次             |
| | 航空成就奖章             |
| | 联合服役嘉奖             |
| | 空军成就奖章             |
| Bronze oak leaf cluster | 联合功绩集体奖 2次       |
| Bronze oak leaf cluster · Bronze oak leaf cluster · Bronze oak leaf cluster · Bronze oak leaf cluster                                                              | 空军优秀集体奖 5次       |
| Bronze oak leaf cluster | 战备奖章 2次             |
| Bronze star · Width=44 scarlet ribbon with a central width-4 golden yellow stripe, flanked by pairs of width-1 scarlet, white, Old Glory blue, and white stripes   | 国防服役奖章 2次         |
| | 反恐战争服役奖章         |
| | 韓國防衛獎章             |
| Bronze oak leaf cluster · Bronze oak leaf cluster | 空军短期海外服役勋表 3次 |
| Bronze oak leaf cluster · Bronze oak leaf cluster · Bronze oak leaf cluster · Bronze oak leaf cluster                                                              | 空军长期海外服役勋表 4次 |
| Silver oak leaf cluster · Bronze oak leaf cluster | 空军长期服役勋表 7次     |
| | 空军训练勋表             |

## 晋衔表
| 标志 | 军衔 | 日期           |
| ---- | ---- | -------------- |
|      | 上将 | 2011年1月14日  |
|      | 中将 | 2008年7月21日  |
|      | 少将 | 2006年6月23日  |
|      | 准将 | 2003年10月1日  |
|      | 上校 | 1998年1月1日   |
|      | 中校 | 1993年6月1日   |
|      | 少校 | 1988年11月1日  |
|      | 上尉 | 1981年12月10日 |
|      | 中尉 | 1979年12月10日 |
|      | 少尉 | 1977年6月1日   |